# Готлиб, Арнольд Давидович
Арнольд Давидович Готлиб (1895—1968) — советский и украинский учёный-металлург, доктор технических наук (1944), профессор (1945).
Крупный ученый в области доменного производства, автор более ста научных работ. Одним из первых в СССР начал заниматься автоматизацией доменного производства, под его
руководством впервые в мировой практике осуществили тепловое регулирование работой доменной печи.

## Биография
Родился 28 февраля (12 марта по новому стилю) 1895 года в Херсоне, Российская империя.
В 1914 году окончил Екатеринославское Второе Коммерческое училище. В 1915 году поступил на металлургическое отделение Петроградского политехнического института.. После первого курса был призван в армию. В 1925 году окончил Днепропетровский горный институт (ныне Днепровская политехника), получив квалификацию «инженер-металлург». В 1931—1938 годах был заведующим доменным отделом Днепропетровского НИИ металлов. С 1938 года работал Днепропетровском металлургическом институте (ныне Национальная металлургическая академия Украины): до 1939 года — декан металлургического факультета; в 1939—1947 годах — заместитель директора по учебной работе; с 1942 по ноябрь 1943 года — заведующий кафедры металлургии чугуна.
В годы Великой Отечественной войны институт находился в эвакуации в Магнитогорске. Арнольд Давидович руководил группой, разрабатывающей технологии доменного производства в научно-исследовательском секторе Магнитогорского горно-металлургического института (ныне Магнитогорский государственный технический университет), входил в состав комитета ученых помощи фронту при городском комитете ВКП(б). Главные его научные работы в это время:
- Распределение материалов и газов с целью создания условий форсированной и ровной работы доменных печей. (Монография. Магнитогорск, 1942).
- Некоторые применения математической статистики к анализу производственных и исследовательских данных в доменном деле. (Монография. Магнитогорск, 1943).

В конце 1943 года А. Д. Готлиб вернулся в Днепропетровск, где защитил докторскую диссертацию и продолжил работу в Днепропетровском металлургическом институте заместителем директора и заведующим кафедрой металлургии чугуна. Написал ряд учебников и учебных пособий. Воспитал учёных, в их числе Владимир Александрович Смоляк.
Умер 7 октября 1968 года в Днепропетровске, Украинская ССР.

## Награды и звания
Был удостоен звания заслуженного деятеля науки и техники УССР (1965), награждён орденами Трудового Красного Знамени и «Знак Почета», а также медалями.

## Семья
Жена — Сара Савльевна Влодарская (1898—?), плановик.